# LTCC
LTCC (ang. Low Temperature Co-fired Ceramics) so večplastne strukture, ki se v glavnem uporabljajo za 3D večplastna vezja. Poleg tega iz njih izdelujejo še senzorje za merjenje tlaka, pretoka, sile, temperature in koncentracij nekaterih plinov. Pojavile so se tudi naprave iz LTCC s pripadajočimi vezji, ki združujejo več funkcij v enem vezju.
Večino modernih LTCC materialov sestavljajo kristalizirajoče steklo, Al2O3 ter organska faza, ki služi kot vezivo delcem stekla in Al2O3.
Kot omenjeno, so LTCC plasti sestavljene iz delcev kristalizirajočega stekla in keramike v organskem polimernem materialu.
Predvsem je pomembno, da se material po delni kristalizaciji stekla pri ponovnih segrevanjih ne zmehča pri istih temperaturah kot pri prvem žganju, tako da lahko strukture žgemo, ne da bi se pri tem deformirale. V steklu se lahko raztopi nekaj Al2O3, kar poveča viskoznost taline in prav tako pripomore k stabilnosti LTCC struktur pri ponovnih žganjih.